# Cronius
Cronius is een geslacht van kreeftachtigen uit de klasse van de Malacostraca (hogere kreeftachtigen).

## Soorten
- Cronius ruber (Lamarck, 1818)
- Cronius tumidulus (Stimpson, 1871)